# Flunder-Tomate
Bei der Flunder-Tomate handelt es sich um den Teil eines modernen Mythos, also einer Modernen Sage (Fischallergie durch Genuss von Tomaten), mit realem Hintergrund.

## Wissenschaftlicher Hintergrund
1991 wurden Experimente veröffentlicht, die das Ziel hatten, Tomaten gegen Frostschäden bei Anbau und Lagerung zu schützen. Hierzu wurde dem Erbgut von Tomatenpflanzen ein Gen aus der arktischen Flunder hinzugefügt (transgener Organismus). Dieses Gen sollte in der Tomate zur Herstellung eines Anti-Frost-Proteins (AFP) führen, das bei der Flunder die Bildung von Eiskristallen verhindert.
In der Folge entstanden bei organisierten Vegetariern Ängste, es handele sich bei den genmanipulierten Tomaten möglicherweise um teilweise tierische Lebewesen. Diese Vermutung ist insbesondere deshalb zweifelhaft, da dem Tomatenerbgut ein synthetisches Gen, das auf Basis des Flundergens erstellt worden war, hinzugefügt wurde.
Besonders interessant ist, dass die Flunder-Tomate, ebenso wie viele darauf folgende Experimente, nicht zu einem Frostschutz bei den veränderten Pflanzen führte und daher nie auf den Markt kam. Die Ängste, die zum modernen Mythos führten, sind also (bislang) unbegründet.
Erste erfolgversprechende Ergebnisse wurden 2002 mit Karotten erzielt.